# Jakobsweg Persenbeug–Sankt Pantaleon
Der Jakobsweg Persenbeug–Sankt Pantaleon von Persenbeug-Gottsdorf nach Sankt Pantaleon-Erla ist ein etwa 65 Kilometer langer, seit 2008 beschilderter Abschnitt des Jakobswegs Österreich im österreichischen Jakobswegenetz.
Der Abschnitt des österreichischen Jakobsweges bildet die Fortsetzung des bis zur Donaubrücke beim Kraftwerk Ybbs-Persenbeug führenden Jakobswegs südliches Waldviertel.
Der Jakobsweg verläuft im niederösterreichischen Mostviertel durch den südlich der Donau gelegenen Teil des Strudengaus von Ybbs über den Hengstberg und die Neustadtler Platte sowie durch den südlich der Donau gelegenen Teil des Machlandes bis zur niederösterreichisch-oberösterreichischen Grenze in der Gemeinde Sankt Pantaleon–Erla, von wo der Weg sowohl über den Fluss Enns in die Stadt Enns als auch über die Mauthausner Donaubrücken in die Marktgemeinde Mauthausen beschildert ist.
Der Pilgerweg durchquert das niederösterreichische Landschaftsschutzgebiet Strudengau und Umgebung in den Gemeinden Ybbs an der Donau, Sankt Martin-Karlsbach und Neustadtl an der Donau,  das FFH-Gebiet Strudengau - Nibelungengau und die Europaschutzgebiete Machland Süd.
Im Strudengau verläuft der Jakobsweg teilweise gemeinsam mit dem Donauhöhen-Rundwanderweg (Nr. 452) und dem österreichischen Weitwanderweg 08 (Eisenwurzenweg) und wird zusätzlich zu den Jakobswegmarkierungen in diesem Bereich auch als Wanderweg mit der Nummer 453 beschildert.

## Beschreibung
Ausgehend von der Donaubrücke beim Kraftwerk Ybbs–Persenbeug führt die Pilgerroute zunächst auf dem Gemeindegebiet von Ybbs an der Donau nach Westen ein Stück entlang der Donau, dann zur Marienhöhe und zurück nach Scharlreith, von wo der Weg wieder in westlicher Richtung entlang der Abhänge zur Donau bis nach Grub in der Gemeinde Sankt Martin-Karlsbach beschildert ist.
Der Weg führt nun über den Hengstberg und durch die gleichnamige Ortschaft vorbei an verschiedenen Gehöften und erreicht beim Willersbach die Marktgemeinde Neustadtl an der Donau, wo die Pfarrkirche dem heiligen Jakobus geweiht ist und eine Straße nach dem Apostel benannt ist. Auf einem lokalen Themenweg unter dem Motto „Der Weg ist das Ziel“ werden an 13 Stationen Informationen über den Jakobsweg von Hainburg an der Donau an der österreichisch-ungarischen Grenze nach Santiago de Compostela geboten.
Auf dem Weg zum aufgelassenen barocken Stift Ardagger führt der Jakobsweg an der Wallfahrtskirche in Kollmitzberg vorbei. Die Kirche befindet sich auf dem höchsten Punkt des Kollmitzbergs auf 469 m ü. A. in der gleichnamigen Katastralgemeinde der Marktgemeinde Ardagger und ist wegen des Kirtags bekannt, der jährlich an die 30.000 Besucher anlockt.
Nächstes Ziel ist die Jakobskirche in Zeillern. 2008 wurde im Rahmen des Projektmarathons der Landjugend Zeillern innerhalb von 42 Stunden der Jakobsweg auf dem Gemeindegebiet neu beschildert und mit einer Infotafel ausgestattet. Der ausgeschilderte Weg verlässt Zeillern Richtung Wallsee-Sindelburg und führt dort zunächst durch Ort und danach ein Stück entlang des Donau-Altarmweges nach Strengberg, weiter in die Gemeinde Sankt Pantaleon-Erla zum Stift Erla (Gemeinde St. Pantaleon-Erla) und durch den Ort Sankt Pantaleon, wo sich der Jakobsweg teilt und in Oberösterreich entweder nördlich oder südlich des Linzer Zentralraums über Mauthausen bzw. Enns nach Hörsching führt.